# CROSS×BEATS

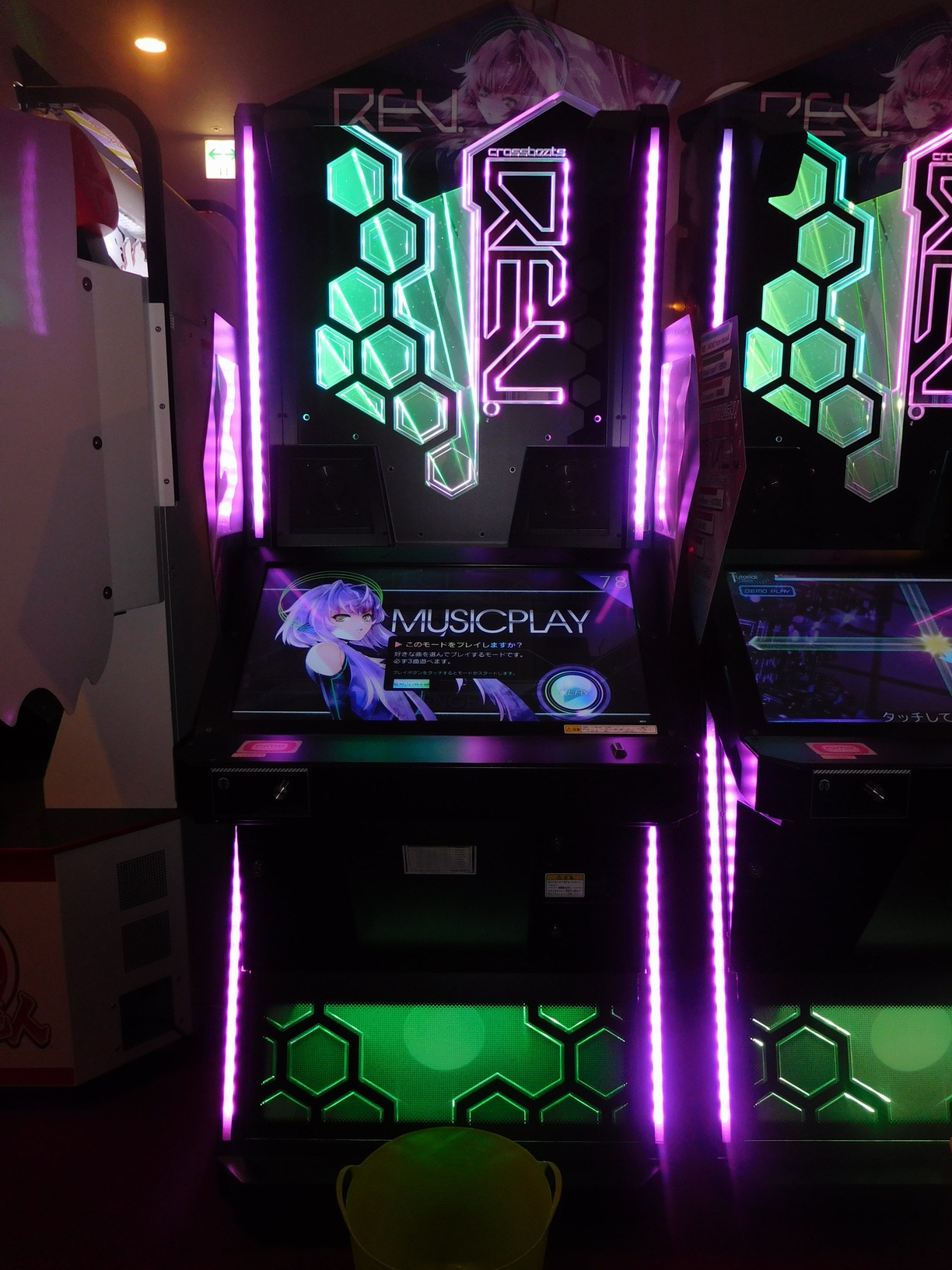
アーケード版crossbeats REV.（初代）

『CROSS×BEATS』（クロスビーツ）は、カプコンより2013年12月2日に配信され、2018年6月25日にサービス終了したスマートフォン（iOS）向けゲームアプリ（以下アプリ版と表記）。
2015年7月23日に稼働開始し、2018年6月24日にオンラインサービス終了したアーケード版『crossbeats REV.』（クロスビーツ レヴ、以下アーケード版と表記）についても本項で扱う。

## 概要
カプコンの新規IPによる音楽ゲーム。アプリ版、アーケード版とも、初代プロデューサーはコナミにて『Dance Dance Revolution』等を手掛けた前田尚紀。稼働に際し、前田プロデューサーにより「イノベーション(INNOVATION)」というキーワードが設定されており、このキーワードはゲームの各所で目にすることができる。
アプリ版とアーケード版の基本ルールは同様（後述）。ただしプレーデータは共有されておらず、アーケード版のプレイ特典としてアプリ版のプレミアムチケット（プレイ権）を入手できる以外は、同一の楽曲・譜面でもプレー成績・所有状況は別個に扱われる。
2018年4月16日に、アーケード版『crossbeats REV. SUNRISE』のオンラインサービスとアプリ版『CROSS×BEATS』のサービスをそれぞれ終了することが発表され、同年6月24日にアーケード版のオンラインサービスが、翌日の6月25日にアプリ版のサービスが終了した。

## ゲーム内容
タッチスクリーンを使用した音楽ゲーム。音楽に合わせて、"光の矢"が交わった瞬間に交わった位置（ノート）をタップする。"光の矢"は画面いっぱいに広がる直角に交わった2本のガイドラインに沿って飛んでくる。タイミングよく操作を行い、より高評価を得るのが基本的なルール。

### ノートの種類
ノーマルノート
丸型（一部スキンでは四角形）のノート。交わった瞬間に交わった位置をタップする。
フリックノート
矢印が付いたノート。交わった瞬間に交わった位置を指定された方向にフリックする。指が触れる開始位置はノート上でなくてもよく、隣接したフリックノーツを連続して引きずるようにして処理してもよい。この仕様を利用して、連続フリックにより文字やパターンを描かせる譜面も存在する。
ホールドノート
4本の線と矢羽根が付いたノート。交わった瞬間に交わった位置をタップし、終点が来るまで長押しをする。終点に判定はないので、終点後も押し続けていてよい。
同時タッチノート
上記のノーツに付随する、アプリ版では丸形、アーケード版では六角形のマーカー。マーカーの付いた2個以上のノーツを同時に操作する。

### 譜面種別
このゲームでは近年の多くの音楽ゲームと同様に、1つの楽曲にいくつかのプレー用データ（譜面）が用意されている。アプリ版では3つ、アーケード版では最大5つの譜面が設定されている。譜面ごとに、最大値99までのレベルが設定されている。
EASY
アーケード版にのみ存在する譜面。イメージカラーは青。アーケード版においては最も簡単な譜面。
STANDARD
イメージカラーは緑。アプリ版においては最も簡単な譜面。
HARD
イメージカラーは黄色。中間的な難易度の譜面。
MASTER
イメージカラーは赤。アプリ版においては最高難易度の譜面。
UNLIMITED
イメージカラーは紫。アーケード版の一部の曲に設定されている「真の」最高難易度の譜面であり、解禁するためにはMASTER譜面で所定の条件を満たす必要がある。

### プレー評価
タイミングの精度に応じて、良い方からFlawless、Super、Cool、Fast/Slow、Fast2/Slow2、Failの判定が付けられる。これらの判定に応じた効果音が鳴り、ゲージが増減しスコアが加点される。Fast/Slow以上でコンボが加算される。
演奏終了時に、これらの判定に応じて以下の評価が算出される。
クリア判定
画面上部のクリアゲージが残っていればクリア、ゲージが0であればクリア失敗となる。ゲージのオプション設定によっては、ゲージが無くなった時点でクリア失敗となる。
クリアランク
S++/S+/S/A+/A/B+/B/C/D/E、およびF（クリア失敗）として評価される。Cool以上の割合により算出される。アプリ版、アーケード版とも、譜面解禁の指標として用いられる。
スコア
各ノートに関し、Flawless～Cool判定に応じて加点される。ノート1個あたりの点数は楽曲・譜面によらず一定のため、ノート数が多いほどスコアの期待値は大きくなる。イベントにおいてプレー成績を競う際はスコアを用いることが主である。
クリアレート
パーセンテージにより示される評価。Super以上の判定割合と最大コンボ到達率により決定される。ランクポイント（後述）の算出の際に使用される。

### ゲージタイプ
オプション設定により、ゲージ増減に関して以下の3タイプを設定することができる。設定に応じてクリア難易度は高くなるが、クリアした際のランクポイントは高くなる。アーケード版においては、通常以外のゲージを設定するためには一定のランクポイントが必要。
通常ゲージ
オプションを設定しない際に適用される、基本的なゲージ。Fast2/Slow2およびFailでゲージが減少する。ゲージが0になっても、最後までプレーすることが可能。
SURVIVAL
アーケード版のみ存在。Cool以下でゲージが減少し、ゲージが0になるとその時点でクリア失敗となる。クリアした際のランクポイントは一定の倍率で倍化される。
ULTIMATE
非常に厳しいゲージ。Flawless以外ではゲージが増加せず、ゲージが0になるとその時点でクリア失敗となる。クリアした際のランクポイントは、SURVIVALゲージよりも高い倍率で倍化される。

### ランクポイント
プレイヤーの総合的なプレースキルを評価する数値。RPとも略される。アプリ版・アーケード版とも、プレイヤー名の隣に表示される重要性の高い数値である。
基本的には各曲のクリアレートによって評価され、クリアしたゲージタイプ、および譜面のレベル数値に応じて曲ごとのRPが決定される。曲ごとのRPの高い方から一定数の曲の分を合算し、プレイヤーのRPが算出される。これ以外に、アプリ版・アーケード版とも、いくつかの加算要因が設定されている。

## アプリ版
2013年12月2日にiTunes Storeにてサービス開始。
基本プレイ無料でアイテム課金制を採用。ソーシャルゲームの要素を含んでおり、他のプレイヤーとの協力・競争要素があるほか、Lobiによるグループチャットが提供されている。

### プレイチケット
ゲーム内で曲をプレイする際に消費するアイテム。基本的には1回のプレイにつき5枚を消費する。ただし、以下の例外がある。
- 未解禁の譜面がイベント時に一時的に解禁された場合、その譜面をプレイする際に必要なチケット数は通常より多くなる。
- 曲のプレイ途中にリトライする場合は、そこまでの演奏時間に応じて通常よりも少ないチケット数でリトライすることができる。
- 一部、チケット消費なし（時期によっては少ないチケット消費）でプレイできる曲が設定されている。

通常のプレイチケット
一定時間経過ごとに無料で配布されるチケット。所持枚数には上限が設定されている。
プレミアムチケット
通常のチケットが足りない場合に消費されるチケット。基本的にはゲーム内のSHOPでiTunes Storeを介した課金により購入するが、ゲーム内の報酬として配布されることもある。
また、アーケード版「crossbeats REV.」と連動することにより、アーケード版で得られたミュージックエナジーをアプリ版のプレミアムチケットに変換することができる。

### 解禁要素
ゲーム内のミッション達成およびイベントでの報酬として、以下の要素が追加される。
楽曲
アプリ版では1つの曲にSTANDARD・HARD・MASTERの3つの譜面が設定されている。楽曲獲得時点では一部の譜面を除きロックされており、プレイするためにはアンロックチャレンジ（後述）で譜面ごとにアンロックする必要がある。
獲得した楽曲はゲーム内の「コレクション」に追加され、作曲者によるコメント（一部の曲では楽曲紹介コメント）を読むことができる。
一部の楽曲ではプレイ中に背景ムービーが設定されており（ライセンス楽曲の場合は公式のミュージックビデオ）、その場合は「コレクション」でムービーのダウンロード・削除をすることができる。
スキン
ゲームの外観を変化させる要素。ゲームの進行には基本的には影響しない。
音楽ゲームの背景やノートデザインを変化させるゲームスキン、音楽ゲーム部分以外のデザインを変化させるメニュースキン、ゲーム内のBGMを変化させるBGM SETの3種類が存在する。
ゲーム・メニュー・BGMがセットになって一つのテーマを構成するものもある。

### フレンド
このゲームでは他のプレイヤーをフレンドとして設定することができる。フレンドはプレイヤー間相互で設定され、設定人数には上限がある（上限を増やすアイテムは期間・個数限定で販売される）。
フレンドに対して、自分の所持楽曲のうち1曲をシェアソングとして設定することができる。フレンドのシェアソングは自分が未所持・未解禁の場合でもプレイできる。シェアソングをプレイする際には通常のチケット消費のほか、リンクエナジー(LE)を消費する必要がある（本来よりもチケットを多く消費するほか、１日のプレイ回数に応じてLEの消費量が大きくなる）。リンクエナジーはフレンドが自分のシェアソングをプレイした際に獲得できるほか、イベント報酬等で配布されることもある。

### アンロックチャレンジ
新しく獲得した楽曲において、ロックされている譜面を解放するためのシステム。所定のゲージを消費して発動し、譜面ごとに指定された条件を満たして譜面をアンロックする。
アンロックチャレンジゲージ
アンロックチャレンジを発動する際に必要なゲージ。楽曲プレイ毎に増えていき、ゲージが満タンになったら全て消費してアンロックチャレンジを発動することができる。ゲージ1本を超えて蓄積することはできない。
譜面解禁のプロセス
アンロックチャレンジでは譜面ごとにいくつかの条件が設定されている。条件を一つ選んで楽曲をプレイし、その条件を満たせばそれに応じたポイントを獲得できる。
チャレンジの制限時間内に獲得したポイントに応じて、所定枚数のジャケットピースが支給される。そのチャレンジの終了後もジャケットピースは引き継がれる。
一つの譜面でジャケットピースを16枚集めると譜面解禁となる。
サポート
ゲーム内では他のプレイヤーのアンロックチャレンジがリアルタイムに表示され、これに挑戦することもできる。
プレイ結果に応じてサポートコンボが加算され、アンロックチャレンジを発動したプレイヤーが獲得するアンロックポイントに掛かる倍率が増加する。これにより、他のプレイヤーの譜面解禁を助けることができる。
また、そのアンロックチャレンジに挑戦したプレイヤーにはサポートポイント(spt)が支給される。そのため、条件が易しい楽曲のアンロックチャレンジや、大量のsptを稼げる譜面のアンロックチャレンジを発動させたうえであえて自分がプレイしないことで、他のプレイヤーがサポートポイントを稼ぐ助けにすることもできる。
獲得したサポートポイントは、ゲーム内の「SPT EXCHANGE」にてアイテムや楽曲、スキンと交換することができる。

### イベント
このゲーム内では、期間を区切って以下のようなイベントが開催されることがある。
スコアアタック
指定された楽曲（数曲）のプレイ成績を競うイベント。イベント期間内に課題曲で達成した最高スコアによりランキングが決定され、順位に応じて楽曲・スキン等の報酬が配布される。また、サブイベントとして、イベント期間内にプレイした課題曲の累積スコアに応じて報酬が配布される。
複数人で組んだチーム対抗でプレイ成績を競う「チーム戦」「タッグ戦」が開催されたこともあった。
キャンペーン
期間限定で設定されたミッションをクリアしていくイベント。最後までミッションをクリアすることで、楽曲・スキン等の報酬を獲得することができる。
ランダムセレクト祭
楽曲選択の「ランダムセレクト」を使用したイベント。期間中にランダムセレクトでプレイした際に、低確率でゲージ消費無しでアンロックチャレンジが発動する。他、極めて低い確率で未所持の楽曲が出現したり、それと同時にアンロックチャレンジが発動することがある。
ガチャ／ルートボックスに相当する要素であり、特定の新曲は出現時に必ずアンロックチャレンジが発生したり、それと同時に全譜面ロック状態でその楽曲を獲得する場合がある。
復刻開催が終了した過去のイベント報酬の楽曲は基本的にこのイベントでのみ再配信される。また、このイベントでのみ獲得できる専用の新曲も追加され、開始時には専用楽曲の試聴も公開される。
アンロックチャレンジ祭
アンロックチャレンジに特典が設定されるイベント。期間中はアンロックチャレンジのポイント、およびサポートポイントが通常得られる分よりも多くなる。
また、期間限定でSPT EXCHANGEに過去のイベント報酬の楽曲やスキンが設定され、そのイベントで報酬を獲得できなかったプレイヤーへの救済手段としても機能している。

### キャラクター
アプリ版のマスコットキャラクターとして、カナタ(KANATA)が登場している。チュートリアルやイベントのナビゲーターとしての他、スキンの背景などゲーム内の要所に登場する。アプリ版ではボイスは設定されていない。
なお、アーケード版のナビゲーターである暁月や燦、クローニャも、スキンや楽曲ジャケットとしてアプリ版に登場している。

## アーケード版
『crossbeats REV.』のタイトルで2015年7月23日より稼働開始。タッチスクリーンを使用した専用筐体を採用している。
個人でのプレーの他、同一店舗内に複数筐体が接続されている場合は複数人によるプレーが可能。セガが提供するALL.netのネットワークを使用し、プレー成績の保存は同社のAimeカード、またはバンダイナムコのバナパスポートを使用する。アーケード版の公式サイトにおいてプレー成績の閲覧、およびアプリ版のプレミアムチケットの入手（アーケード版をプレーした際に得られるミュージックエナジーからの変換）が可能。
以下では主に、カードを使用したネットワークプレー時のゲーム内容について記述する。

### ゲームモード
ゲーム開始時に、以下の3つのモードからプレーするモードを選択する。
MUSIC PLAY
標準的なモード。楽曲リストの中から楽曲を選択し、規定のステージ数プレーする。
LOCAL BATTLE
同一店舗内に複数筐体が接続されている場合のみ選択可能。基本的なルールはMUSIC PLAYと同様だが、店舗内の他のプレイヤーと同一楽曲でスコアを競い合うことができる。規定ステージ数終了後、合計スコアによってプレイヤーの順位が決定される。
このモードをプレーすることによって解禁される隠し要素も存在する。
CHALLENGE
決められた4曲で構成されたコースに挑戦するモード。コース開始時にゲージ100%の状態からスタートし、曲終了時のゲージは次の曲に引き継がれる。ゲージを0にせずに4曲クリアできればコースクリアとなる。
常設されているコースにはCLASS I, II, ... と表記される難易度が設定されており、クリアしたCLASSはゲーム中プレイヤー名の横に表示される。プレイヤースキルを評価する指標の一つであり、beatmania IIDX等における「段位」システムに近い。
これ以外に、期間限定でチャレンジコースが設定される「クラスチャレンジイベント」が開催されることがある。コースをクリアすることによりアイコンや称号等の隠し要素を入手することができる。2018年1月からは、「月替わりチャレンジコース」が毎月3コース設定されるようになった。
「SUNRISE」ではモード選択後、2クレジット投入することにより特典が得られるプレミアムプレイが選択できるようになった。プレミアムプレイでは楽曲プレー中に4回まで楽曲の最初からやり直すことができるほか、ゲーム終了時に獲得できるREVCHIPが増加する。

### 追加ステージ
MUSIC PLAYおよびLOCAL BATTLEモードでは、所定の高成績を達成することにより、規定ステージ数に加えて追加ステージをプレーすることができた。
EXTRA STAGE (ULTIMATE CHALLENGE)
追加ステージ(EXTRA STAGE)では、所定の高難易度の楽曲に、ULTIMATEゲージで挑戦することを要求される。期間限定の「討伐隊」イベント（後述）の際に、EXTRA STAGEを出現させるための条件、およびEXTRA楽曲に挑戦する際の譜面種別やゲージタイプが緩和されることがある。
LOCAL BATTLEモードでは、参加者のいずれか一人が条件を満たすことで全員が進出できる。
ULTIMATE REVNGE
「SUNRISE」大型アップデート後より登場。ULTIMATE CHALLENGEの特定の楽曲のMASTER譜面で高成績を収めることで、更なる追加ステージとして極めて難しい楽曲に挑戦することができる。この楽曲のMASTER譜面の難易度は、アーケード版・アプリ版を合わせた全譜面の中で最高の難易度「99」である。
このステージは総合結果発表後に出現するため、LOCAL BATTLEモードでも条件達成者しかプレーすることができない。

### 楽曲・譜面の解禁
一部の楽曲はゲーム内で条件を満たすことにより解禁される。常設されているミッションをクリアすることにより解禁される楽曲の他、期間限定のイベントの報酬として解禁される楽曲も存在する。一部の楽曲は、SHOPでREVCHIPを支払って購入する必要がある（後述）。
解禁した楽曲の譜面は基本的に自由にプレーできる。ただし、ゲーム登録直後にいきなり高難易度の譜面をプレーすることはできず、10レベルごとに「レベルリミット」が設定されている。現在挑戦できる最高レベル帯の譜面をクリアすることで、次のレベル帯の譜面をプレイすることができるようになる。
一部の楽曲ではMASTER譜面よりさらに難しいUNLIMITED譜面が設定されている。UNLIMITED譜面は、その楽曲のMASTER譜面をフルコンボまたは指定のクリアランクを達成するといった、所定の条件を満たすことにより解禁される。

### カスタマイズ
ゲーム中、以下の要素がCLASS、RPと共にプレイヤー名の隣に表示される。これらはミッションやイベントの報酬として入手することができ、ゲーム終了時の「CUSTOMIZE」にて選択することが可能。SHOPにて購入できるものもある。
アイコン
各楽曲のジャケットを用いたアイコンや、イベントに因んだアイコン、各都道府県を訪れることにより入手できるアイコンが存在する。楽曲アイコンは楽曲ごとに入手条件が設定されており、いくつかの楽曲アイコンにはその曲以外のプレーを要求されるものもある。
称号
プレイヤースキルを示す称号や、イベントに因んだ称号、ネタ称号など様々な称号が存在する。称号には★1個-5個の入手難易度が設定されている。

### SHOP
隠し要素を解禁するためのシステムの一つ。ゲーム終了時に選択することができ、ゲーム内通貨「REVCHIP(RC)」を支払うことで楽曲やアイコンを購入することができる。
REVCHIPはゲームプレー毎に決まった額が支給されるほか、ミッションやイベントの報酬としても支給される。

### イベント
このゲーム内では、期間を区切って以下のようなイベントが開催されることがある。イベントの報酬として、楽曲やアイコン、称号等が解禁される。なお、以下のうち複数の要素を併せ持つイベントも存在する。
スコアアタック
数曲の課題曲が指定され、それらの楽曲のハイスコア合計に応じてランキングが付けられる、純粋にプレイヤースキルを競い合うイベント。イベント終了時に、スコアのランキング順位に応じて称号が支給されることがある。
スタンプシート
ゲーム終了時にスタンプシートにスタンプが押され、規定個数のスタンプを集めることで隠し要素が解禁される。イベント毎に指定された課題曲をプレーすることで、より多くのスタンプを得ることができる。プレイヤースキルにほとんど左右されず、プレー回数が重要となるイベント。
期間限定ミッション
期間限定で設定されたミッションをクリアすることにより、隠し要素が解禁される。ミッションの条件は公式には明かされないため、プレイヤー側での推理、および情報交換が重要となる。
討伐隊
EXTRA STAGEへの進出・挑戦を促すイベント。イベント期間中はEXTRA STAGEへの進出条件、およびEXTRA楽曲のプレー条件（譜面種別、ゲージオプション）が緩和される。「期間中にEXTRA STAGEの楽曲を所定の条件でクリアしたプレイヤーの人数に応じて、全プレイヤーに隠し要素が解禁される」という、近年のオンラインゲームにおける「レイドボス」の要素を含んでいる。

### キャラクター
ゲーム内のナビゲーターとして、以下のキャラクターが登場する。これらのキャラクターのうち一人を「パートナー」として設定することができ、パートナーキャラはモード選択やリザルト画面等に登場する。キャラクターの詳細に関しては公式サイトを参照。
暁月 (あかつき／AKATSUKI)
声：春日萌衣
紫髪のヒューマノイドの少女。ナビゲーターとしては「REV.」稼働時より登場しており、ストーリーラインにおいても主人公として活躍する。初登場はアプリ版の楽曲「AKATSUKI」のジャケットのイラスト。
「美味しいものに目がない」という設定があり、アーケード版稼働直後や季節イベントの告知イラスト等で、様々な食べ物をほおばる姿が描かれている。
燦 (さん／SUN)
声：上坂すみれ
金髪のヒューマノイドの少女。初登場は「REV.」の楽曲「Chase the WAVE」のムービー中のワンシーンであり（声なし）、ナビゲーターとしては「SUNRISE」より登場。製造時の想定年齢は暁月より幼い。
燦の声を演じる上坂すみれは、「REV.」に収録された楽曲「Inner Urge」にて一足先にゲーム内に登場している（現在は削除済）。
クローニャ
声：民安ともえ
フードを被った猫のようなキャラクター。暁月と燦のナビゲートプログラムとして設定されている。登場は「SUNRISE」からで、同作のマスコットキャラクターとして活躍している。
クローニャの声を演じる民安ともえは、アプリ版の楽曲「未確認XX生命体」、「REV.」収録の楽曲「Hello, Mr. crosbie」にて一足先にゲーム内に登場している（後者は本人出演ムービー収録）。
紅刃のカナタ (KANATA_00)
声：三澤紗千香
銀髪のヒューマノイドの少女。ナビゲーターとしての登場は「SUNRISE」のストーリーイベント(Phase:03)より。
アプリ版のナビゲーターキャラ「カナタ」とほぼ同一のデザインだが、目が赤く発光するなど禍々しい姿となっている。ストーリー上では暁月らと敵対する勢力として登場する。
宵星 (よいぼし／HESPERUS)
声：高橋李依
青髪の「ヒューマンフォーム・プログラム」であり、愛称は「ヨイ」。明星とは双子であり、性別の概念はない。明星とともに、初登場は「SUNRISE」の楽曲「XXX-revolt」のジャケットであり、ナビゲーターとしての登場は「SUNRISE」大型アップデート後のイベントより。
明星 (あけぼし／LUCIFER)
声：大久保瑠美
青髪の「ヒューマンフォーム・プログラム」であり、愛称は「メイ」。宵星とは双子であり、性別の概念はない。パートナーとして設定した際にはツンデレ的な発言をする。
これらのキャラクターには背景となるストーリーが設定されており、その内容はゲーム内の「ストーリーイベント」にて、解禁される楽曲のムービーなどで徐々に明らかにされる。また、ゲーム内で条件を満たすと獲得できる「ストーリーピース」を集めることにより、キャラクター毎のストーリーを読むことができる。
なお、これ以外にも外部コンテンツとのコラボレーションでパートナーキャラが追加されることがあるが、キャラクターボイスは設定されていない。

### シリーズ作品来歴
crossbeats REV.
シリーズ1作目。2015年7月23日稼働開始。
2015年9月18日に大型アップデートが行われ、ノーツの視認性やオプション画面の構成が改善されたほか、一部の楽曲のレベルが調整された。
crossbeats REV. SUNRISE（ - サンライズ）
シリーズ2作目。2016年4月28日稼働開始。 楽曲追加のほか、ノートサポート、アドバーザリー機能、プレミアムプレイ、パートナー選択機能とそれに伴うパートナーキャラクター「燦」「クローニャ」の追加などが行われた。
2017年6月23日に大型アップデートが行われ、ユーザーインターフェースの大幅な改定や、楽曲のFAVORITES（お気に入り）登録機能の実装などが行われた。
2018年6月25日 午前4:00をもってオンラインサービス終了。以後はオフラインでの稼働となった。